# Lewisville (Ohio)
Lewisville és una població dels Estats Units a l'estat d'Ohio. Segons el cens del 2000 tenia 233 habitants.

## Demografia
Segons el cens del 2000, Lewisville tenia 233 habitants, 95 habitatges, i 64 famílies. La densitat de població era de 243,1 habitants per km².
Dels 95 habitatges en un 28,4% hi vivien nens de menys de 18 anys, en un 57,9% hi vivien parelles casades, en un 9,5% dones solteres, i en un 31,6% no eren unitats familiars. En el 30,5% dels habitatges hi vivien persones soles el 21,1% de les quals corresponia a persones de 65 anys o més que vivien soles. El nombre mitjà de persones vivint en cada habitatge era de 2,32 i el nombre mitjà de persones que vivien en cada família era de 2,91.
Per edats la població es repartia de la següent manera: un 23,6% tenia menys de 18 anys, un 6,4% entre 18 i 24, un 24,5% entre 25 i 44, un 24,9% de 45 a 60 i un 20,6% 65 anys o més.
L'edat mediana era de 41 anys. Per cada 100 dones de 18 o més anys hi havia 79,8 homes.
La renda mediana per habitatge era de 24.286 $ i la renda mediana per família de 31.042 $. Els homes tenien una renda mediana de 33.750 $ mentre que les dones 18.036 $. La renda per capita de la població era d'11.150 $. Aproximadament el 6,5% de les famílies i el 10,1% de la població estaven per davall del llindar de pobresa.

## Poblacions més properes
El següent diagrama mostra les poblacions més properes.